# Riksregistraturet
Riksregistraturet är en samling kronologiskt ordnade kopior av de skrivelser som utgått från det svenska kungliga kansliet. Registraturet påbörjades 1523 och omfattar närmare 2 000 volymer. Riksregistraturet förvaras i Riksarkivet. Det håller på att skannas hos SVAR.